# Chaetopleurophora setipes
Chaetopleurophora setipes är en tvåvingeart som beskrevs av Borgmeier 1961. Chaetopleurophora setipes ingår i släktet Chaetopleurophora och familjen puckelflugor.
Artens utbredningsområde är Costa Rica. Inga underarter finns listade i Catalogue of Life.